# ایگل (ویسکانسین)
ایگل (به انگلیسی: Eagle) یک منطقهٔ مسکونی در ایالات متحده آمریکا است که در شهرستان واکیشا، ویسکانسین واقع شده‌است. ایگل ۳٫۶۱ کیلومتر مربع مساحت و ۱٬۹۵۰ نفر جمعیت دارد و ۲۷۵ متر بالاتر از سطح دریا واقع شده‌است.